# Achille Peretti
Achille Peretti (ur. 13 czerwca 1911 w Ajaccio, zm. 14 kwietnia 1983 w Neuilly-sur-Seine) – francuski polityk, prawnik i samorządowiec, działacz ruchu oporu, deputowany, w latach 1969–1973 przewodniczący Zgromadzenia Narodowego, członek Rady Konstytucyjnej.

## Życiorys
Syn urzędnika prefektury w Ajaccio, który ochotnik brał udział w I wojnie światowej, podczas której poległ. Achille Peretti ukończył prawo na Uniwersytecie w Montpellier, uzyskał także dyplom z medycyny sądowej. Od 1935 był prawnikiem w prokuraturze w Ajaccio, w 1938 został komisarzem policji.
Podczas II wojny światowej służył w kontrwywiadzie. Po upadku Francji powrócił do służby w policji. Dołączył do ruchu oporu, podejmując walkę z reżimem Francji Vichy. W kwietniu 1941 przeniósł się do Nicei, gdzie potajemnie współpracował z wywiadem. W styczniu 1942 nawiązał kontakt z Wolną Francją, dołączył do sieci wywiadowczej „Ali”. W tym samym roku skierowany do pracy w dyrekcji bezpieczeństwa narodowego Francji Vichy, co wykorzystał do przeszukania archiwów reżimu. Zatrzymany 9 sierpnia 1942 pod zarzutem kradzieży dokumentów dla Brytyjczyków i generała Charles’a de Gaulle’a, zwolniono go jednak z braku dowodów. 13 czerwca 1943 pod fałszywym nazwiskiem przedostał się drogą powietrzną do Wielkiej Brytanii. 22 lipca tegoż roku wrócił do Francji, organizował nową sieć wywiadowczą „Ajax”, której celem był sabotaż i wywiad ekonomiczny. Kierował kilkoma podsieciami, w tym działającymi w Austrii, Belgii, Holandii i Szwajcarii. Po niepowodzeniu operacji 3 marca 1944 został ewakuowany do Wielkiej Brytanii. W maju 1944 mianowany zastępcą dyrektora dyrekcji bezpieczeństwa narodowego, w Algierze odpowiadał za przygotowanie sił policyjnych mających działać we Francji. Po lądowaniu w Normandii przez pewien czas przebywał w Wielkiej Brytanii 25 sierpnia 1944 znalazł się w Paryżu z generałem Charles’em de Gaulle’em, odpowiadał za jego ochronę. Brał udział w walkach w pobliżu parlamentu, dowodził oddziałami wchodzącymi w skład wojsk generała Philippe’a Leclerca de Hauteclocque.
Po wojnie związany z ugrupowaniami gaullistów, należał m.in. do Unii Demokratów na rzecz Republiki. W latach 1945–1951 był wiceprzewodniczącym rady departamentu Korsyka. Od 1947 do śmierci w 1983 pełnił funkcję mera miasta Neuilly-sur-Seine. Obejmował też różne stanowiska w przedsiębiorstwach. W latach 1952–1958 był radnym Unii Francuskiej. W latach 1970–1976 zasiadał w radzie departamentu Hauts-de-Seine.
W 1958 uzyskał mandat posła do Zgromadzenia Narodowego. Czterokrotnie z powodzeniem ubiegał się o reelekcję, zasiadając w niższej izbie parlamentu do 1977. W latach 1964–1969 był wiceprzewodniczący Zgromadzenia Narodowego, a od czerwca 1969 do kwietnia 1973 pełnił funkcję przewodniczącego tej izby. W 1977 przewodniczący Zgromadzenia Narodowego powołał go w skład Rady Konstytucyjnej, której członkiem był do czasu swojej śmierci w 1983. Został pochowany w Ajaccio.
Jego siostrzenicą była Marie-Dominique Culioli, pierwsza żona  Nicolasa Sarkozy’ego, który zastąpił go na stanowisku mera Neuilly-sur-Seine.

## Odznaczenia
- Komandor Legii Honorowej[3]
- Order Wyzwolenia[3]